# خانه صدقیانی
خانه صدقیانی مربوط به دوره قاجار است و در تبریز، خیابان ارتش کوچه حیدر زاده واقع شده و این اثر در تاریخ ۱۲ بهمن ۱۳۸۱ با شمارهٔ ثبت ۷۴۹۸ به‌عنوان یکی از آثار ملی ایران به ثبت رسیده است.این بنا متعلق به حاج جعفر دایی بود که اواخر دوره قاجار توسط حاج محمد صدقیانی خریداری شد. خانه صدقیانی دارای بخش های اندرونی و بیرونی است که متاسفانه بخش اندرونی خانه به هنگام خیابان کشی از بین رفته است. همچنین به مانند خانه مشروطه تبریز شامل ایوان کشیده و ایوان های دو طبقه مشرف به حیاط است. این خانه  حدود ۷۰۰۰ مترمربع مساحت دارد و شامل کوشک، باغ، خانه باغ، ساختمان و بخش پهلوی است و در سال ۱۳۲۰ بخشی از خانه به هنگام ایجاد خیابان ارتش تخریب و جزو خیابان شد؛ اما در اواخر پهلوی بخشی که شامل تالار و حوض خانه و نیز جبهه شرقی با ایوان و سه دری بود به این ساختمان اضافه شد. 
خانه صدقیانی محل سکونت یکی از تجار خوشنام ابریشم شهر تبریز بنام حاج محمد صدقیانی بوده است.از زندگینامه ایشان اطلاعات دقیقی در دست نیست،گویا صاحب چهار فرزند بنامهای علی،حسن،حسین و عبدالله بودند که حسن صدقیانی کارمند اداره پست و تلگراف بوده است .وی در زمان حکومت قاجار به دلیل مسائل سیاسی ازجانب حکومت به شهر قصر شیرین تبعید گردید.درحال حاضر نوادگان حاج محمد صدقیانی با نامهای خانوادگی صدقیانی، صدّیقیان و ابریشمی در شهرهای تبریز و تهران سکونت دارند.
مدتی این خانه تا دهه ۶۰ به عنوان مدرسه استفاده می‌شد، اما پس از برخورد موشک عراقی درسال ۱۴ خرداد ۱۳۶۳ و آسیب دیدن بخشی از خانه در زمان جنگ ایران و عراق، مدتی بی استفاده ماند، اما دوباره مرمت و بخش آسیب دیده بازیابی شد و اکنون  در اختیار دانشگاه هنر و معماری است و در زیر زمین این خانه صنایع دستی تبریز و آذربایجان  توسط اداره میراث  و فرهنگ  عرضه میشود ، همچنین بازید عموم نیز از این خانه تاریخی آزاد است.